# 캡스톤파트너스
캡스톤파트너스 주식회사(Capstone Partners)는 대한민국의 벤처  투자 기업이다.

## 투자 회사
- 당근마켓, 마켓컬리, 직방, 고피자, 쿠캣, 정육각, 스푼, 센드버드, 파두, 에이블리, 자스비앤빌런즈 플린트, 비마이카

### 내용주
1. ↑  주관사를 NH투자증권으로 공모가 4,000원으로 코스닥 시장에 상장